# Bertoldo di Giovanni

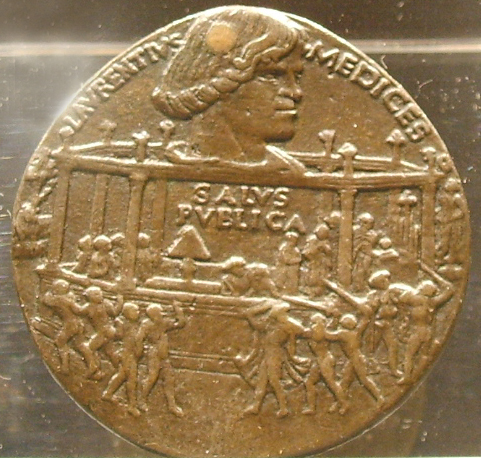
Bertoldo di Giovanni, medalla Conspiracy of the Crazy.

Bertoldo di Giovanni (Florència, entre 1435 i 1440 - Poggio a Caiano, 28 de desembre de 1491) fou un escultor deixeble de Donatello i durant força temps va treballar en el seu taller, arribant també a finalitzar les obres del mestre que havien quedat inconcluses a la seva mort com els relleus dels púlpits de San Lorenzo de la Basílica de San Lorenzo de Florència. Va ser l'organitzador i mestre de l'escola d'escultura creada per Llorenç el Magnífic al jardí del seu Palau de la Via Llarga, on es van acumular nombroses escultures grecoromanes. En aquesta escola es van formar artistes com Miquel Àngel, Baccio da Montelupo, Giovanni Francesco Rustici, o Jacopo Sansovino.